# Santiago Scotto
Santiago Scotto Padín (Montevideo, 26 aprile 1997) è un calciatore uruguaiano, centrocampista del Fénix.

## Caratteristiche tecniche
È un centrocampista centrale.

## Carriera
Cresciuto nel settore giovanile del River Plate (M), nel 2018 è stato ceduto al Torque. Ha debuttato in prima squadra il 4 marzo 2018 disputando l'incontro di Segunda División Profesional pareggiato 2-2 contro il River Plate (M).